# Mitsubishi Galant VR-4
El Mitsubishi Galant VR-4 era la versión tope de gama del Galant de Mitsubishi Motors, disponible en la sexta (1988-92), séptima (1992-96) y octava (1996-2002) generación del vehículo. Introducido originalmente para cumplir con la nueva regulación del Grupo A de WRC, que no tardó en ser sustituido por el Lancer Evolution, convirtiéndose posteriormente en un icono de alto rendimiento de tecnología para la empresa.

## Historia y antecedentes en competición
A lo largo de la década de 1970 y los años 80, Mitsubishi Motors Corporation (MMC) trató de mejorar su imagen participando en los deportes de motor. Tanto el Mitsubishi Lancer 1600 GSR y como el Montero tuvieron un gran éxito en eventos de rally como el Dakar, hasta el punto de llegar a planear un intento de un vehículo de tracción en las 4 ruedas para el Grupo B con la versión del modelo Starion cupé. Sin embargo, este fue prohibido después de varios accidentes fatales en 1985 y 1986, por lo que Mitsubishi se vio obligada a reconsiderar su enfoque. En su lugar se homologó la sexta generación, reciente por aquel entonces, del Galant sedán para el Grupo A, utilizando los fundamentos mecánicos de su prototipo Starion. Entre 1988 y 1992, se hizo campaña por el equipo oficial de la fábrica, Mitsubishi Ralliart Europa, ganando tres eventos en manos de Mikael Ericsson (Rally de los 1000 lagos en 1989), Pentti Airikkala (Lombard RAC Rally de 1989) y Kenneth Eriksson (Rally de Suecia en 1991). También fue protagonista de la victoria absoluta en el Campeonato Asia-Pacífico de Rally a manos de Kenjiro Shinozuka (1988) y Ross Dunkerton (1991-92) y el American National GT Championship (1992) con Tim O'Neil.
Sin embargo, Mitsubishi (y sus competidores) se dieron cuenta de que los coches de WRC de los años 80 eran demasiado grande y poco maniobrables para las carreteras estrechas y sinuosas de las etapas del rally. En algún momento, en la década del 92, Ford migró del Sierra/Sapphire Cosworth a uno más pequeño, el Escort, basado en la carrocería de su antecesor; Subaru desarrolló el Impreza, que sucedería al Legacy; Toyota reemplazó al Celica cupé por el Corolla y Hyundai de Corea migró su Hyundai Coupe de rally de tracción delantera a un Accent de 3 puertas en 1999. Mitsubishi, por su parte, llevó el motor y la trasmisión del VR-4 al nuevo Lancer Evolution, poniendo fin a la representación del Galant en los deportivos de MMC.

### Victorias en WRC
| N.º | Evento                             | Temporada | Piloto            | Copiloto          |
| --- | ---------------------------------- | --------- | ----------------- | ----------------- |
| 1   | 39th 1000 Lakes Rally              | 1989      | Mikael Ericsson   | Claes Billstam    |
| 2   | 38th Lombard RAC Rally             | 1989      | Pentti Airikkala  | Ronan McNamee     |
| 3   | 22ème Rallye Côte d'Ivoire Bandama | 1990      | Patrick Tauziac   | Claude Papin      |
| 4   | 40th International Swedish Rally   | 1991      | Kenneth Eriksson  | Staffan Parmander |
| 5   | 23ème Rallye Côte d'Ivoire Bandama | 1991      | Kenjiro Shinozuka | John Meadows      |
| 6   | 24ème Rallye Côte d'Ivoire Bandama | 1992      | Kenjiro Shinozuka | John Meadows      |

## Sexta generación (E38A/E39A)
Las regulaciones del Grupo A pedían un motor turbocompresor con una cilindrada de 2.0 L y tracción a las 4 ruedas. Con el fin de cumplir con el mínimo obligatorio de ventas de 5.000 unidades, Mitsubishi lo puso en venta en Norteamérica, Nueva Zelanda, Australia, Japón y otros países de la costa del Pacífico Asiático, alcanzando las 2.000 unidades en EE. UU. en 1991 y 1000 unidades importadas en 1992. También se cumplió con las normas de regulación japonesas, aumentando la compra potencial en Japón, evitando que los propietarios japoneses pagaren impuestos adicionales. En carretera, la versión sedán de 4 puertas sacaba 195 CV, dependiendo del mercado, con una velocidad punta de 130 mph (209,2 km/h), logrando una aceleración de 0 a 100 km/h en 7'3 segundos, recorriendo medio kilómetro en 15,3 segundos. Este coche también tenía dirección asistida adaptativa en las 4 ruedas: las ruedas traseras giran del mismo modo que las delanteras a más de 30 mph (48,3 km/h), hasta 1'5 grados.
También se diseñó una versión liftback, llamada Eterna ZR-4. Esta tenía ciertas diferencias visuales, pero mecánicamente era igual que el VR-4.
Mitsubishi diseñó su primer vehículo de alto rendimiento con tracción en las 4 ruedas en 1987, al equipar el Galant VR-4 con Mitsubishi AWC "Dynamic Four", que conlleva un diferencial permanente a las 4 ruedas (este sistema incorporó un diferencial de acoplamiento viscoso), un sistema de dirección a las 4 ruedas, suspensión independiente a las 4 ruedas y ABS a las 4 ruedas (la primera integración total de estos sistemas en el mundo, muy avanzados en aquel entonces). El Galant de 1987 también tenía "Dynamic ECS", la primera producción del sistema de suspensión semiactiva controlada electrónicamente desarrollada por Mitsubishi. La ECS de Mitsubishi mejoró la confortabilidad, minimizando la inclinación del cuerpo a la hora de tomar curvas durante la conducción.

### Especificaciones técnicas

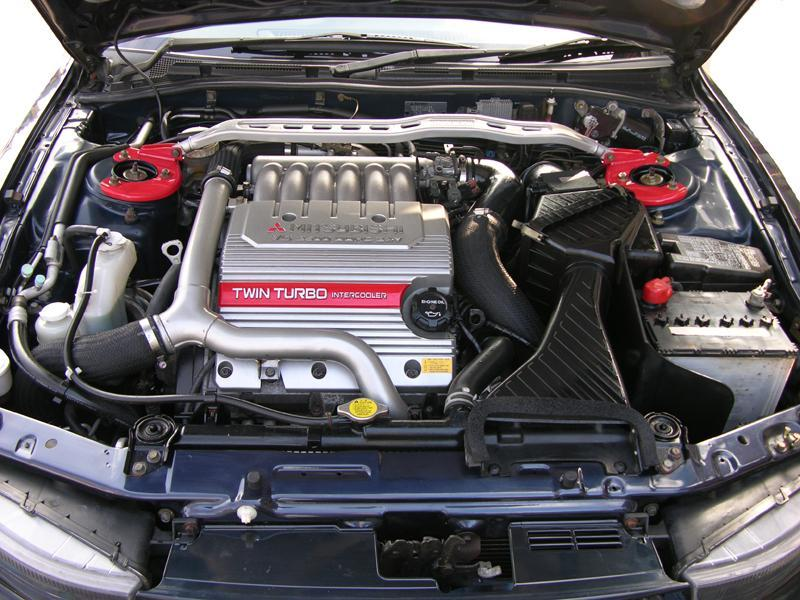
Motor 6A13TT.

Motor
Configuración: DOHC 16v de 4 cilindros en línea
Código: 4G63T
Carrera/diámetro, capacidad: 85.0 x 88.0 mm, 1997 cc
Relación de compresión: 7.8:1
Combustible: ECI-MULTI, sin plomo
Máxima potencia: 177 kW (240,7 CV) a 6000 rpm
Máximo par: 304 Nm a 3500 rpm
Transmisión: Automática de 4 vel. / Manual de 5 vel.
Suspensión: MacPherson (delantera), multibrazo (trasera)
Dimensiones
Longitud: 4560 mm (179,5 plg)
Ancho: 1695 mm (66,7 plg)
Altura: 1440 mm (56,7 plg)
Distancia entre ejes: 2600 mm (102,4 plg)
Tara total: 1483 kg
Capacidad del tanque de combustible: 62 L
Ruedas/neumáticos: 195/60 R15 86H

## Octava generación (EC5A/EC5W)
El último VR-4 se presentó en 1996. La capacidad del motor se aumentó sustancialmente a 2.5 L, lo que aumentó la potencia un 15%, dando 206 kW (280,1 CV), pero sin cumplir con las regulaciones japonesas, dando un resultado negativo de compras, debido al encarecimiento de los impuestos. El coche podía superar los 150 mph (241,4 km/h) estando deslimitado, alcanzando una velocidad de 0 a 100 km/h en 5'1 segundos con la INVECS-II y 5'4 con la manual.
El modelo Type-V estaba disponible tanto con la transmisión de 5 velocidades manual, como con la INVECS-II opcional, convertida ahora en una transmisión semiautomática de 5 velocidades, basada en la Tiptronic de Porsche, mientras que el modelo Type-S ofrecía el AYC. Este complejo diferencial trasero se vio por primera vez en el Lancer Evo IV y empleó un montón de sensores para detectar y corregir el sobreviraje, proporcionando al último modelo del VR-4 una gran agilidad en cuanto a su tamaño y peso.
Se vendió una variante llamada Super VR-4, tanto del Galant como de la ranchera Legnum, que solo incluía cambios cosméticos, como asientos Recaro y un volante Momo.
Con la octava generación del Galant, Mitsubishi sacó la ranchera (conocida en algunos mercados como Legnum) para reemplazar el hatchback de 5 puertas, estando el VR-4 disponible en ambos modelos.
Norteamérica y Europa censuraron este modelo, pero eso no evitó que se importasen varias unidades a países de ultramar, en especial a Reino Unido y Nueva Zelanda. En el año 2000 MMC hizo un acuerdo con Ralliart para que se aprobase la venta del Galant y el Lancer en Reino Unido, importando de manera oficial 200 unidades del VR-4, finalizando su producción dos años después.

### Especificaciones técnicas
Motor
Configuración: DOHC de 24v Type-V con 6 cilindros
Código: 6A13TT
Diámetro/carrera, capacidad: 81.0 × 80.8 mm, 2498 cc
Relación de compresión: 8.5:1
Combustible: ECI-MULTI, sin plomo
Máxima potencia: 206 kW (280,1 CV) a 5500 rpm
Máximo par: 367 Nm a 4000 rpm
Transmisión: Semiautomática de 5 vel. / Manual de 5 vel.
Suspensión: multibrazo (delante y atrás)
Dimensiones
Longitud: 4680 mm (184,3 plg)
Ancho: 1760 mm (69,3 plg)
Altura: 1420 mm (55,9 plg)
Distancia entre ejes: 2635 mm (103,7 plg)
Tara total: 1520 kg
Capacidad del tanque de combustible: 60 L
Ruedas/neumáticos: 205/55 R16 91V